# Осада Петро-Александровска (1918)
Осада Петро-Александровска — попытки войск Джунаид-хана захватить в 1918 году Петро-Александровск, закончившиеся полным крахом и отступлением хивинских войск.

## Предыстория
Летом 1918 года в Хивинском ханстве активизируются контрреволюционные силы. В это время, рассчитывая на недостаток вооружённых сил в Амударьинском отделе и, в частности, в Петро-Александровске, Джунаид-хан начинает широкую подготовку к нападению на правый берег Амударьи.
В Петро-Александровске ещё в конце 1917 года был создан отряд самообороны из 80 человек, ставший впоследствии основой отрядов Красной гвардии и красноармейских подразделений в Туркестане.
На территории отдела началось срочное формирование регулярных частей Красной армии, тем более что в Петро-Александровске были сосредоточены огромные запасы оружия и боеприпасов.
В связи с усилением военной опасности ещё 30 июля 1918 года военная секция Совета объявила Амударьинский отдел на военном положении, а всех граждан мужского пола от 16 до 70 лет военнообязанными. Но пока не были сформированы собственные вооружённые силы, отделу требовалась неотложная помощь. Учитывая это обстоятельство, правительство Туркестанской республики отправило в Петро-Александровск из Чарджуя на пароходе «Верный» отряд красноармейцев из 100 человек с 2 пулемётами и 2 орудиями. Командиром отряда был назначен военный комиссар Чарджуя коммунист Н. А. Шейдаков. Отряд Н. А. Шейдакова прибыл в Петро-Александровск и к 20 сентября 1918 года Шейдаков был назначен Чрезвычайным военным комиссаром Амударьинского отдела и начал энергичную подготовку к обороне правого берега Амударьи.
В это время Джунаид-хан, установивший прямую связь с Закаспийским правительством и англичанами, был настроен весьма воинственно. 20 сентября Джунаид-хан, вопреки своим заверениям советскому правительству, разграбил Новоургенч и арестовал там 50 семей русских рабочих и служащих. По предложению Н. А. Шейдакова исполнительный комитет Петро-Александровского Совета послал Джунаид-хану ультиматум с требованием освободить арестованных и вернуть разграбленное имущество. Джунаид-хан, ещё не закончивший приготовлений к походу, 30 сентября освободил арестованных, но захваченного имущества не вернул.
Помимо того, что большевикам Амударьинского отдела в борьбе за упрочение Советской власти и укрепление вооружённых сил приходилось преодолевать упорное сопротивление эсеров, входивших в Петро-Александровский Совет, подготовку к обороне отдела всячески тормозили скрытые враги Советской власти, захватившие руководящие посты в правительстве Туркестанской республики. Военный комиссар Туркестанской Республики К. Осипов вместе с заместителем комиссара иностранных дел левым эсером П. А. Домогатским 19 сентября назначил Чрезвычайным уполномоченным Туркестанской республики по делам Хивы и Амударьинского отдела эсера В. П. Коноплева, сына крупного помещика, штабс-капитана царской армии. В конце октября 1918 года с отрядом в 120 человек Коноплев прибыл в Петро-Александровск. Пользуясь чрезвычайными полномочиями и поддержкой левых эсеров, входивших в Петро-Александровский Совет, Коноплев полностью подчинил себе Совет, захватил военное руководство, добился через Осипова отозвания из Амударьинского отдела Шейдакова.
Несмотря на противодействие Коноплева, партийные организации продолжали работу по формированию вооружённых сил в отделе. Накануне нашествия Джунаид-хана на территории отдела помимо Нукусского гарнизона, возглавляемого Синебрюковым, насчитывалось свыше 1320 бойцов, из них 674 человека представителей местного населения.

## Попытки штурма и отход отрядов Джунаид-хана
В это время в Амударьинском отделе произошло событие, имевшее в дальнейшем трагические последствия. Речь идёт о создании и вооружении по инициативе Коноплева трёх сотен уральских казаков. Перед угрозой вторжения Джунаид-хана в Амударьинский отдел казаки стали лояльны к Советской власти, и наличие трёх сотен кавалеристов было надёжной гарантией в борьбе против Джунаид-хана. Но опасность заключалась в том, что среди казачьих поселений преобладали кулацкие элементы и требовалась величайшая осторожность в назначении командного состава. Из уральских казаков были созданы сотни по 200 человек каждая, располагались они в Петро-Александровске, Уральском и Заирском казачьих посёлках. Если командиром первой сотни был назначен большевик Ф. Шляпин, поддержанный такими представителями революционной части казачества, как Пискунов, Замшев, то руководство в других сотнях захватили зажиточный казак атаман Фильчев и ставленники Коноплева. Джунаид-хан был прекрасно осведомлён о положении дел в Амударьинском отделе и поэтому торопился с организацией похода. Кроме того, о необходимости занятия Петро-Александровска непрерывно напоминали англичане и Закаспийское правительство. К середине сентября 1918 года, закончив борьбу со своими основными противниками в Хивинском ханстве — Кошмамед-ханом, Гулям-али, Шамурадом-бахши, — Джунаид-хан предпринимает ряд вылазок на правый берег Амударьи. Особенно крупные действия против Амударьинского отдела Джунаид-хан предпринимает с конца ноября, когда появилась возможность переправы войск через реку по льду. Под угрозой расстрела, при помощи исламского духовенства и других способов, Джунаид-хан проводит мобилизацию в свои войска, отбирает у населения арбы и лошадей. Численность его отрядов доходила до 4000 всадников и 6000 так называемых «олджинцев» («трофейщиков»).
Осада Петро-Александровска началась 24 ноября и продолжалась 11 дней; 3 декабря, отбив 7 атак, защитники города перешли в контрнаступление. Отряды Джунаид-хана в панике отступили в сторону Шаббаза, потеряв во время осады и отступления только убитыми 1700 человек.
Успешной обороне Петро-Александровска во многом содействовало прибытие в город из Чарджуя по распоряжению председателя ЦИК Туркестанской республики В. Д. Войтинцева коллегиального представительства Туркестанской республики в Хиве в составе А. Л. Тимошенко, И. К. Церпицкого и в качестве секретаря коллегии Б. Чепрунова. Миссию сопровождал отряд, состоявший из рабочих-железнодорожников (180 человек) и роты интернационалистов (90 человек).
Отряд на двух пароходах двинулся вниз по Амударье, прорвал осаду Петро-Александровска и прибыл на место в разгар боев.
Одновременно с осадой Петро-Александровска отдельные отряды Джунаид-хана пытались занять Нукус, где при помощи войск из Петро-Александровска была снята и его осада. При осаде Нукуса стало ясно, что уральские казаки являются ненадёжным союзником. Командир 3-й Заирской сотни М. Т. Фильчев, узнав о приближении басмачей к Нукусу, вывел из города свою сотню в посёлок Заир, захватив с собой всех уральских казаков с их семьями.

## Итоги осады
Значение победы советских войск над отрядами Джунаид-хана хорошо выразил в речи на митинге в Петро-Александровске председатель Амударьинского уездного комитета А. Л. Тимошенко:

У русского пролетариата нет врагов среди туркмен. Враги трудящихся — русских, узбеков, туркмен — это их буржуазия и буржуазия международная. Вы знаете, бок о бок с вами против Джунаид-хана боролись трудящиеся Хивы. Мы очень многим обязаны им. Они будут продолжать борьбу с Джунаид-ханом и со своей собственной буржуазией на левом берегу — в Хивинском ханстве. Мы должны помочь трудящимся Хивы организовать свою армию для освобождения от ханов и феодалов, от буржуазии.

Несмотря на успешную оборону Петро-Александровска, и в новом 1919 году положение Амударьинского отдела оставалось крайне тяжёлым. В январе 1919 года коллегиальное представительство сообщает в Туркестанский ЦИК о том, что угроза Петро-Александровску до сих пор не миновала. Отряды войск Джунаид-хана численностью до 1000 человек ещё действуют на территории отдела, полуторатысячный отряд окружает Нукус, большое количество войск Джунаид-хана сосредоточено в Ново-Ургенче.
Для ликвидации постоянной угрозы Амударьинскому отделу со стороны Джунаид-хана штаб Закаспийского фронта собрал в Чарджуе отряд из рабочих железнодорожного депо и из числа коммунистов-интернационалистов, всего 250 человек, и уже 12 марта направил его в Петро-Александровск под командованием члена Чарджуйского Совета Наумова.
Но ещё до прибытия этого отряда в Петро-Александровск обстановка в отделе изменилась коренным образом. После провала осиповского мятежа в Ташкенте Коноплев, опасаясь разоблачения, вместе с группой скрытых контрреволюционеров бежал из города и скрылся по направлению к Ашхабаду.
Вместе с этим была проведена реорганизация частей и подразделений группы. Из прибывшей роты Наумова и трёх рот Петро-Александровска был создан первый хивинский революционный батальон (598 человек). Из трёх казахских и казачьих сотен был сформирован кавалерийский полк (546 человек); кроме того, были созданы артиллерийский дивизион (120 человек) и пулемётная команда (56 человек).
Поражение Джунаид-хана под Петро-Александровском имело большое политическое значение и укрепило авторитет Советской власти в Амударьинском отделе. Усилился поток беженцев из Хивы в Петро-Александровск. К лету 1919 года в городе скопилось около 20 тысяч беженцев. Петро-Александровский младохивинский комитет во главе с Султан-Мурадовым, насчитывавший полтора-два десятка человек, превратился в центр собирания сил для борьбы за свержение Джунаид-хана, приступил к формированию из хивинцев вооружённых отрядов. Население Хивы неоднократно посылало своих ходоков в Петро-Александровск с просьбами об оказании народу Хивинского ханства практической помощи в освобождении от Джунаид-хана.